# Boulevard Richard-Wallace (Puteaux)
Ne doit pas être confondu avec Boulevard Richard-Wallace.
Le boulevard Richard-Wallace est une voie de communication située à la limite de Puteaux (Hauts-de-Seine).

## Situation et accès
Cette voie rectiligne part de la Seine, au carrefour des quais Gallieni et De Dion-Bouton.
Continuant vers le nord-est, le boulevard croise notamment la rue Voltaire puis la rue Jean-Jaurès, et se termine à la gare de Puteaux, qui est sa desserte principale.

## Origine du nom
La voie rend hommage à Richard Wallace, philanthrope créateur et donateur des fontaines Wallace.
De l'autre côté du pont de Puteaux, dans son prolongement, se poursuit le boulevard Richard-Wallace, voie publique située dans le bois de Boulogne et rattachée au 16e arrondissement.

## Historique
Ce boulevard n'était au départ que la « rue du Moulin », entre la rue Benoît-Malon et la gare de Puteaux. Cette rue fut par la suite prolongée jusqu'à la Seine par une nouvelle voie appelée « rue Marcel ». Le boulevard est appelé jusqu'en 1890 « boulevard du Chemin de fer », avant de prendre sa dénomination actuelle.

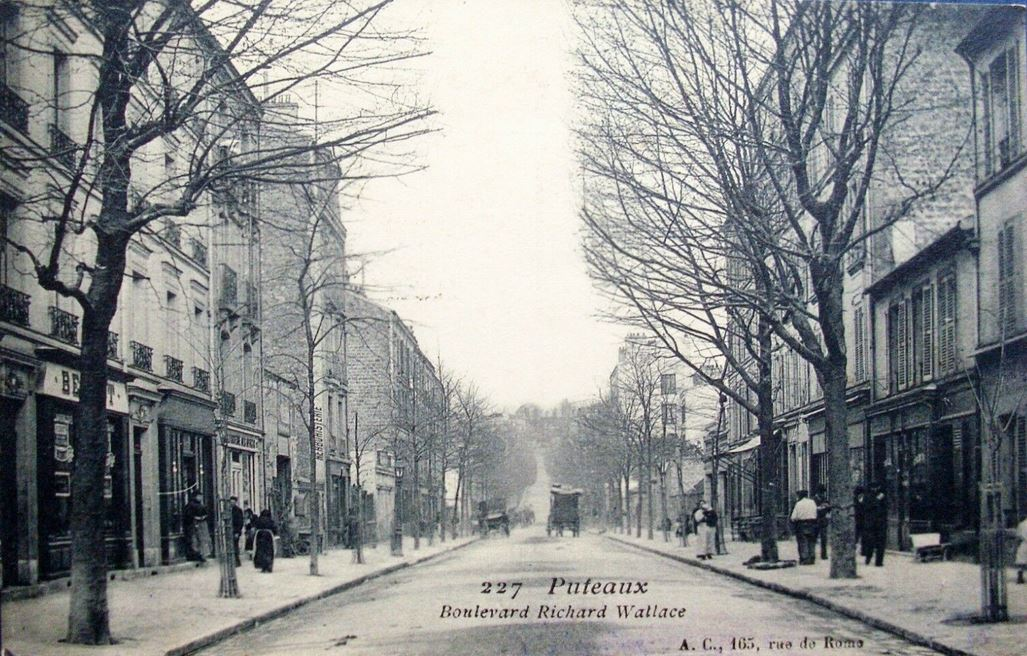
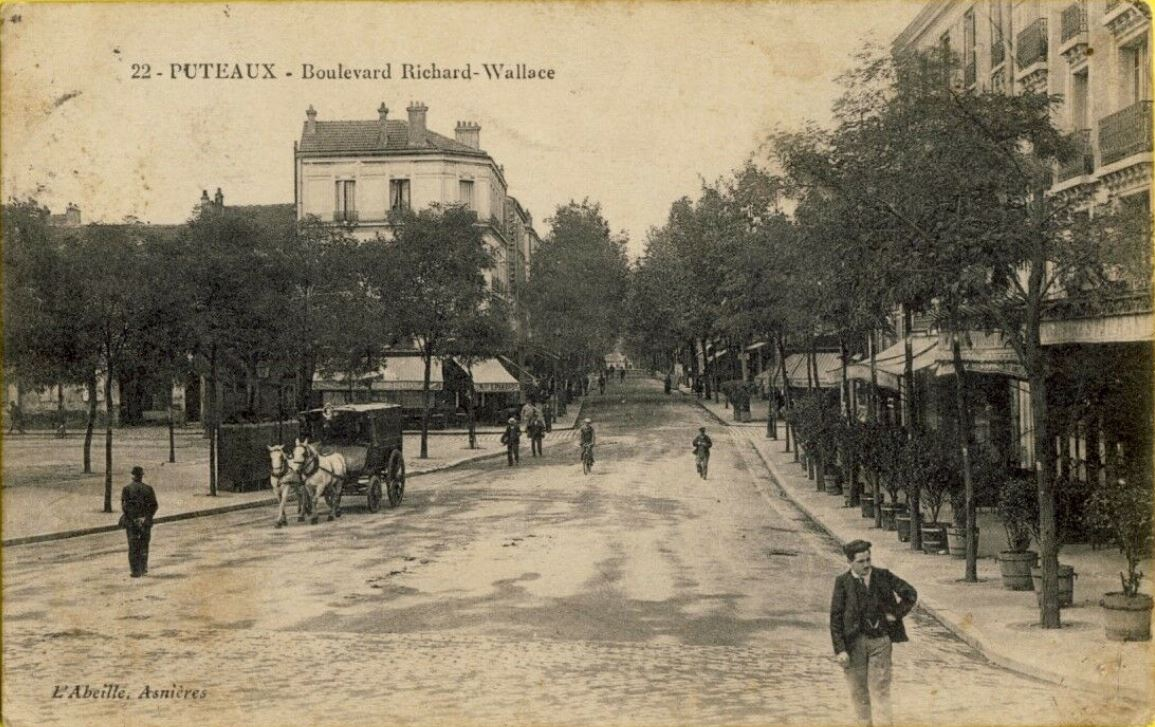
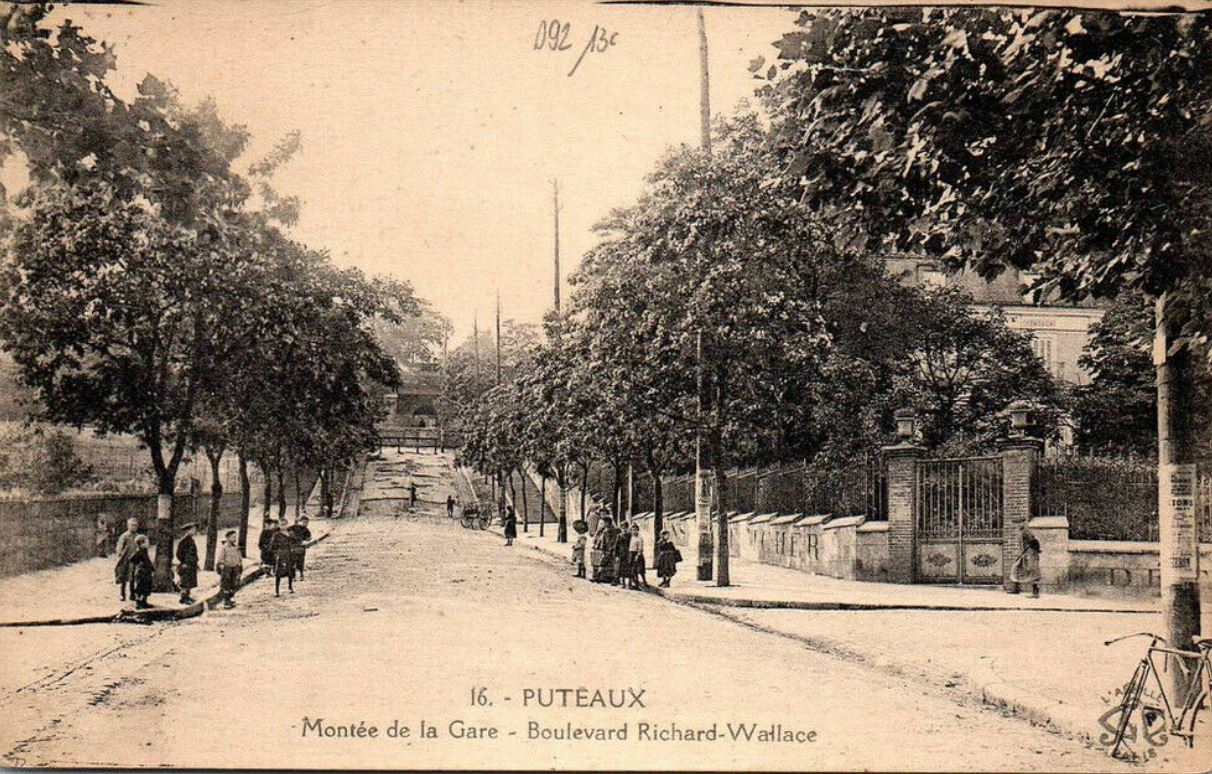

## Bâtiments remarquables et lieux de mémoire
- Église Notre-Dame-de-Pitié de Puteaux, au bord de la Seine.
- Pont de Puteaux.

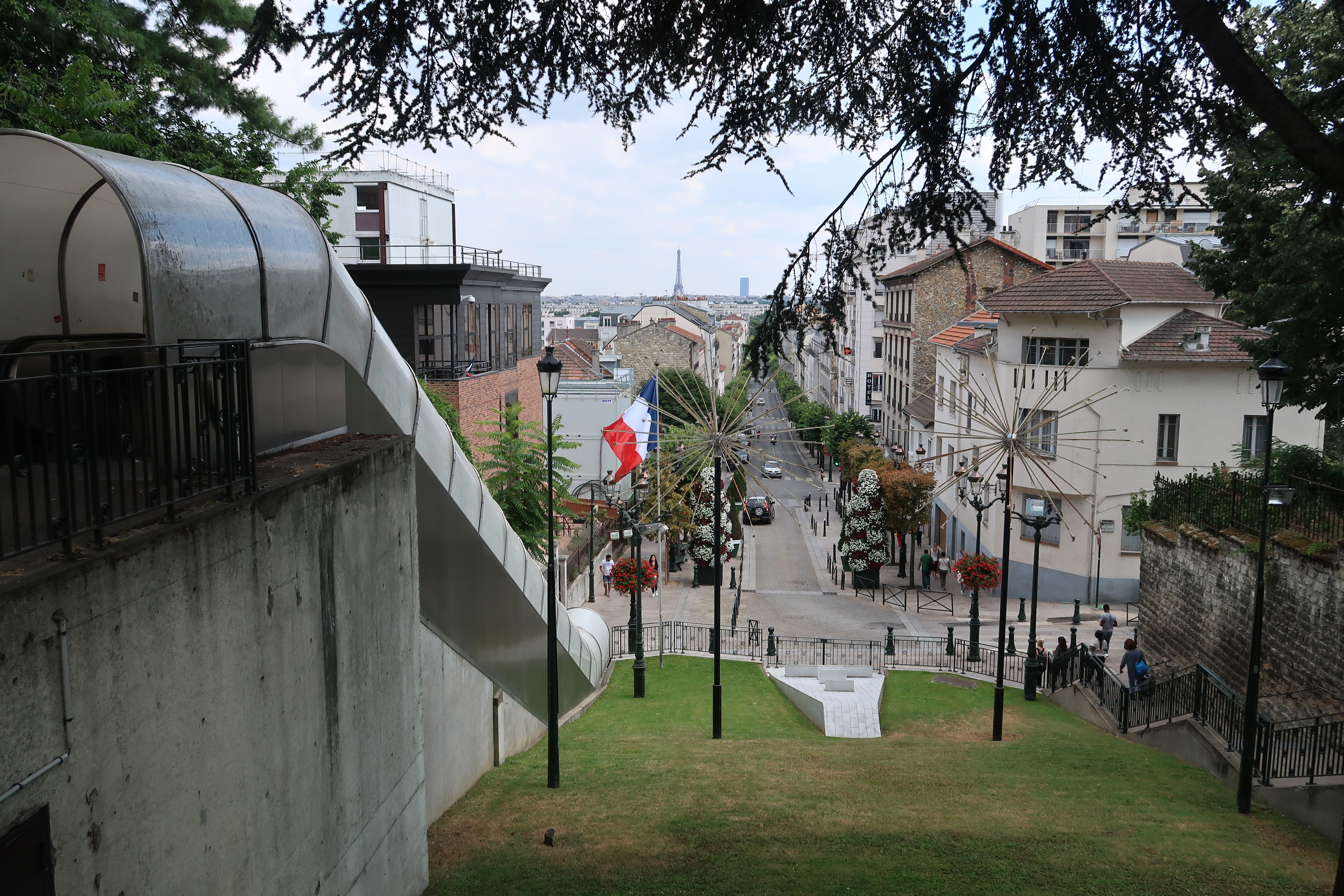
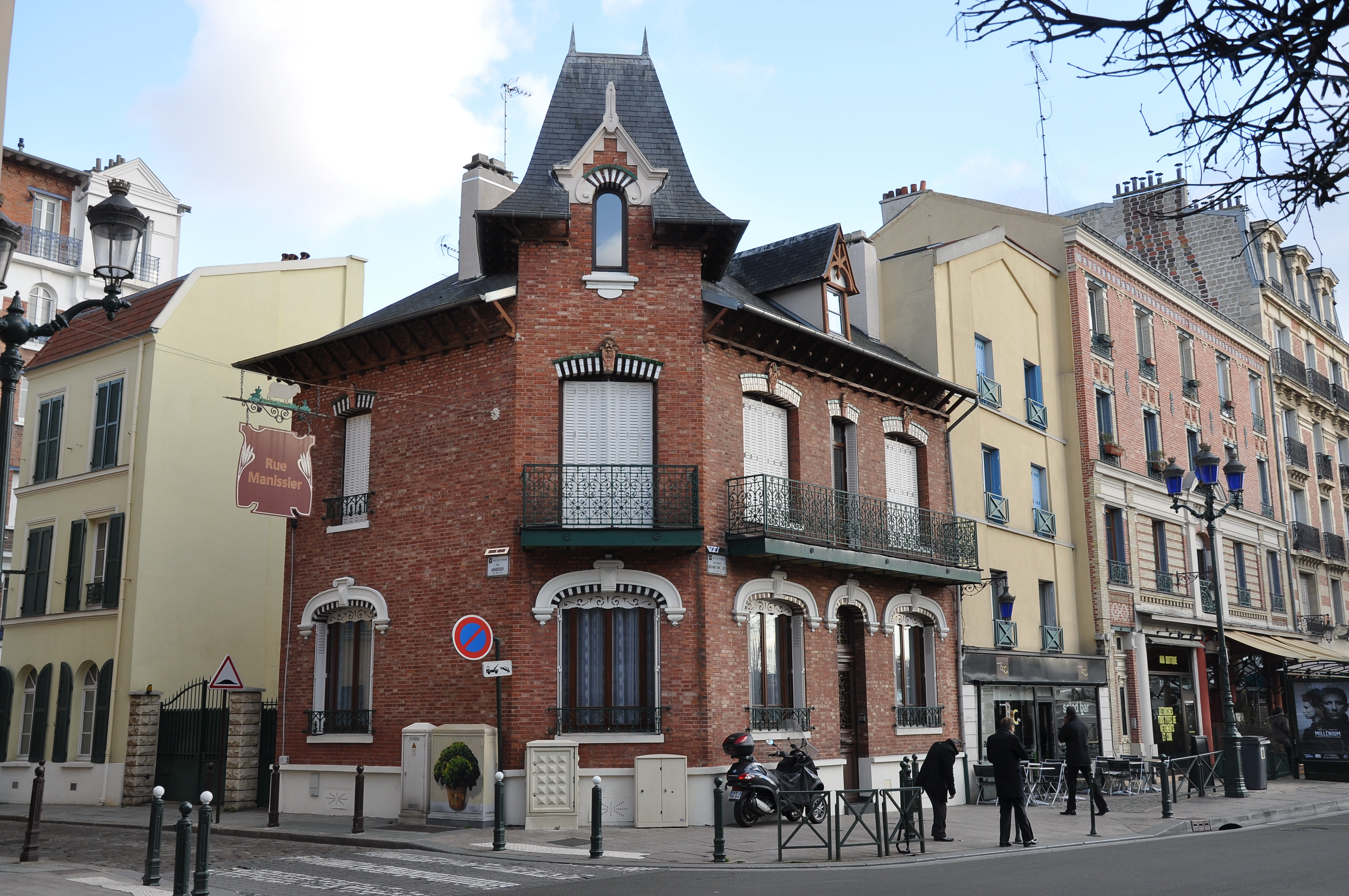
Maison au no 8.
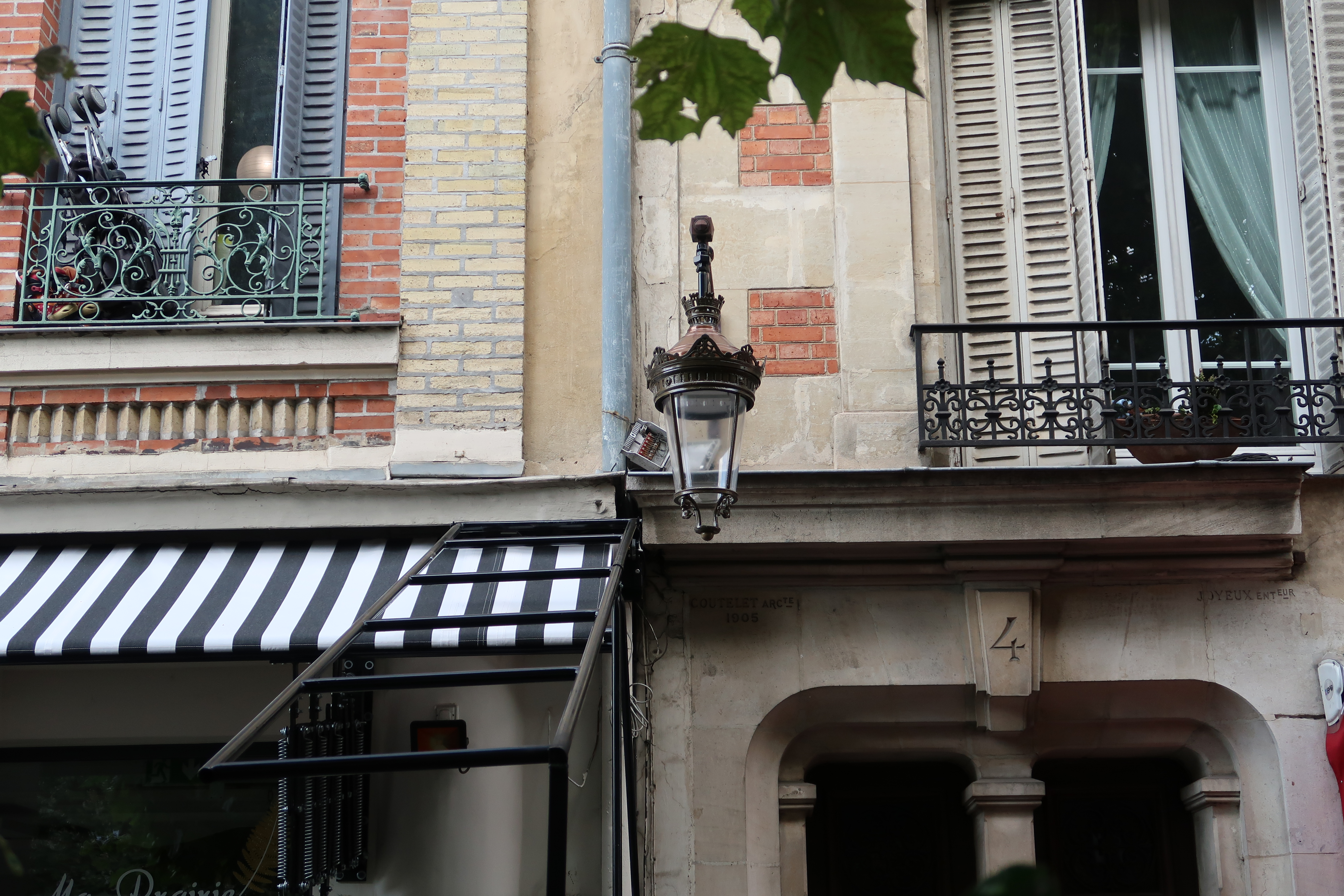
Au no 4.